# 783 a.C.
Séculos: (Século IX a.C. - Século VIII a.C. - Século VII a.C.)
Décadas: 830 a.C. 820 a.C. 810 a.C. 800 a.C. 790 a.C. - 780 a.C. - 770 a.C. 760 a.C. 750 a.C. 740 a.C. 730 a.C.
Anos: 788 a.C. - 787 a.C. - 786 a.C. - 785 a.C. - 784 a.C.
- 783 a.C. - 782 a.C. - 781 a.C. - 780 a.C. - 779 a.C. - 778 a.C.

## Eventos
- Fim do reinado de Adadenirari II, rei da Assíria, reinou desde 810 a.C.[1][Nota 1]

## Nascimentos
- Jotão de Judá, filho de Uzias e Jerusa, filha de Zadoque.[2]

## Mortes
-->